# Rissoella elongatospira
Rissoella elongatospira is een slakkensoort uit de familie van de Rissoellidae. De wetenschappelijke naam van de soort is voor het eerst geldig gepubliceerd in 1966 door Ponder.